# 洋金花
洋金花是一种曼陀罗属植物，是中醫學常用的草藥，具有毒性，不能過量服用。洋金花多數生長於村邊、路旁、荒地，在濕潤向陽的土地較為常見。此花有可能原產自東印度或美洲，在北美洲視為觀賞植物，而香港則稱之為「香港四大毒草」之一。

## 形態特徵
洋金花為一年生直立草本，約高0.5-1.5米，全株近乎無毛，莖呈深紫色。
葉互生，在莖上部呈假對生，葉柄長2-6厘米，葉身成卵形或寬卵形，長5-20厘米，寬4-l5厘米，葉身基部不對稱，頂端漸尖，側脈每邊約4-6條；葉邊全緣、微波狀、或具不規則短齒。
花直立而單生，一般生長於葉腋或枝叉間，花梗長約1厘米，花萼圓筒形，長4-9厘米，直徑2厘米；花冠呈漏斗形，有白色、淡黃色、淡紫色之分，長14-20厘米，檐部直徑6-10厘米，野生類種為單瓣，培植的種類則有二重瓣或三重瓣，裂片有短尖，短尖下有3條縱脈紋。
雄蕊有5枚（培植的種類可達15枚），花絲貼生於花冠筒內，長1-1.2厘米，而雌蕊則有1枚，子房疏生短剌毛，花柱11-16厘米，頭呈棒狀。蒴果近球形，直徑約3cm，外殼刺疏而短，不規則4瓣裂。種子近腎形，顏色淡褐，直徑3毫米。花期及果期為3月至12月。

### 與曼陀羅花的分別
洋金花（Datura metel L）與曼陀羅花（Datura stramonium）是生物分類法中的同一屬，外形亦十分相似。不過，曼陀羅花的蒴果是規則4瓣裂，花萼有5棱，洋金花蒴果則為不規則4瓣裂，花萼沒有棱。另外曼陀羅花的花冠亦比較細小。

## 醫藥用途及其毒性
洋金花全株皆含莨菪烷類生物鹼，包括東莨菪鹼（hyoscine）、莨菪鹼（hyoscyamine）、阿托品（Atropine）這些物質有麻醉、止痛、鬆弛肌肉等作用。經製煉的洋金花的花可用作麻醉，只需口服3-5克，5分鐘就會發作，效力可長達5-6小時。如果服用過多，就會出現幻覺、中毒等病徵，嚴重者會致命。由於使用稍微過量便可致毒，故必須慎用。
從中醫角度，多數以花入藥，果、葉、根亦可，常於夏秋採集，洗淨曬乾備用。洋金花味苦、辛，性溫，有大毒，主治麻醉鎮痛、平喘止咳。而在古時印度，因為洋金花含有麻醉作用，能減輕症狀，所以會廣泛用作治療癲癇症、精神病、心臟病，甚至腹瀉等病症。而在越南有人將洋金花的干花和葉子卷成香煙吸食。

## 分佈
野生的洋金花常見於熱帶和亞熱帶地區，而溫帶地區則以人工栽種為主。在中華地區，台灣、香港、福建、廣東、廣西、雲南、貴州等地都常見野生洋金花，而江蘇、浙江，甚至北方城市都有人工培植。

## 別名
- 中文：白花曼陀羅、廣東鬧洋花、風茄花、大喇叭花
- 英文：Hindu Datura、Devil's Trumpet、Metel、Downy Thorn-Apple

## 图片展示

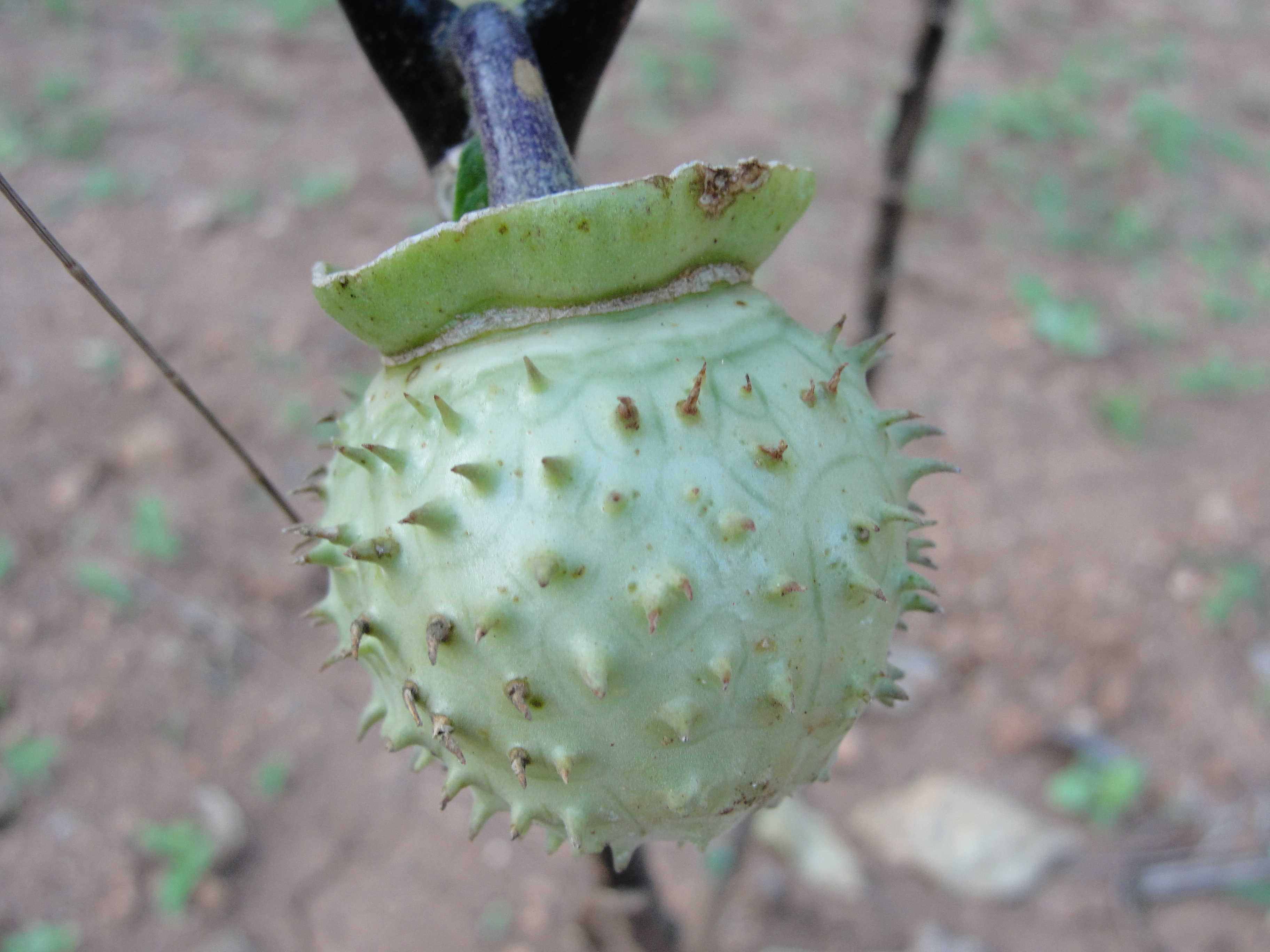
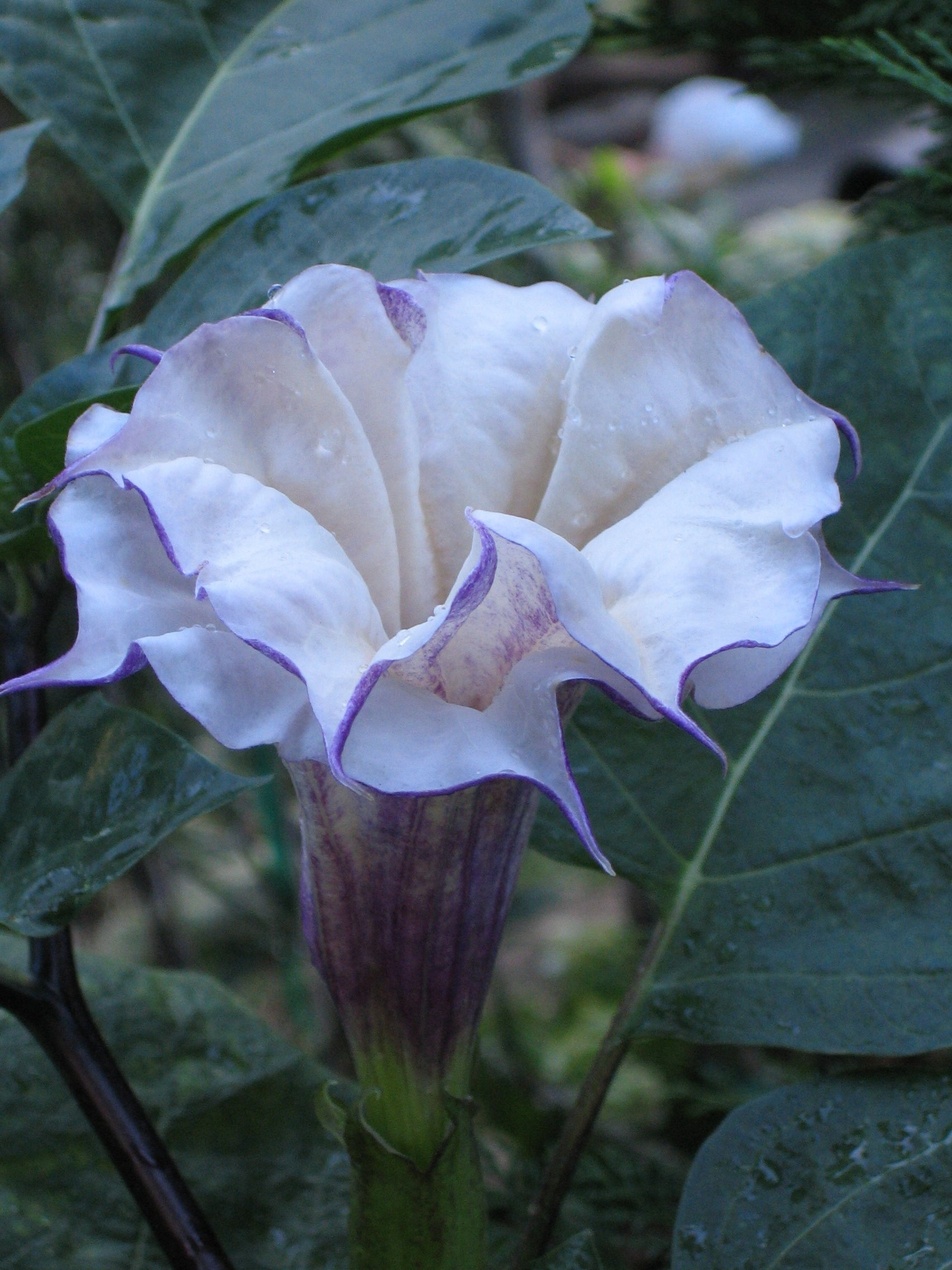
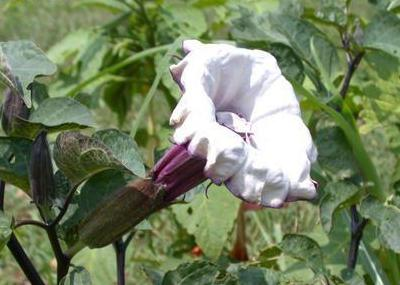
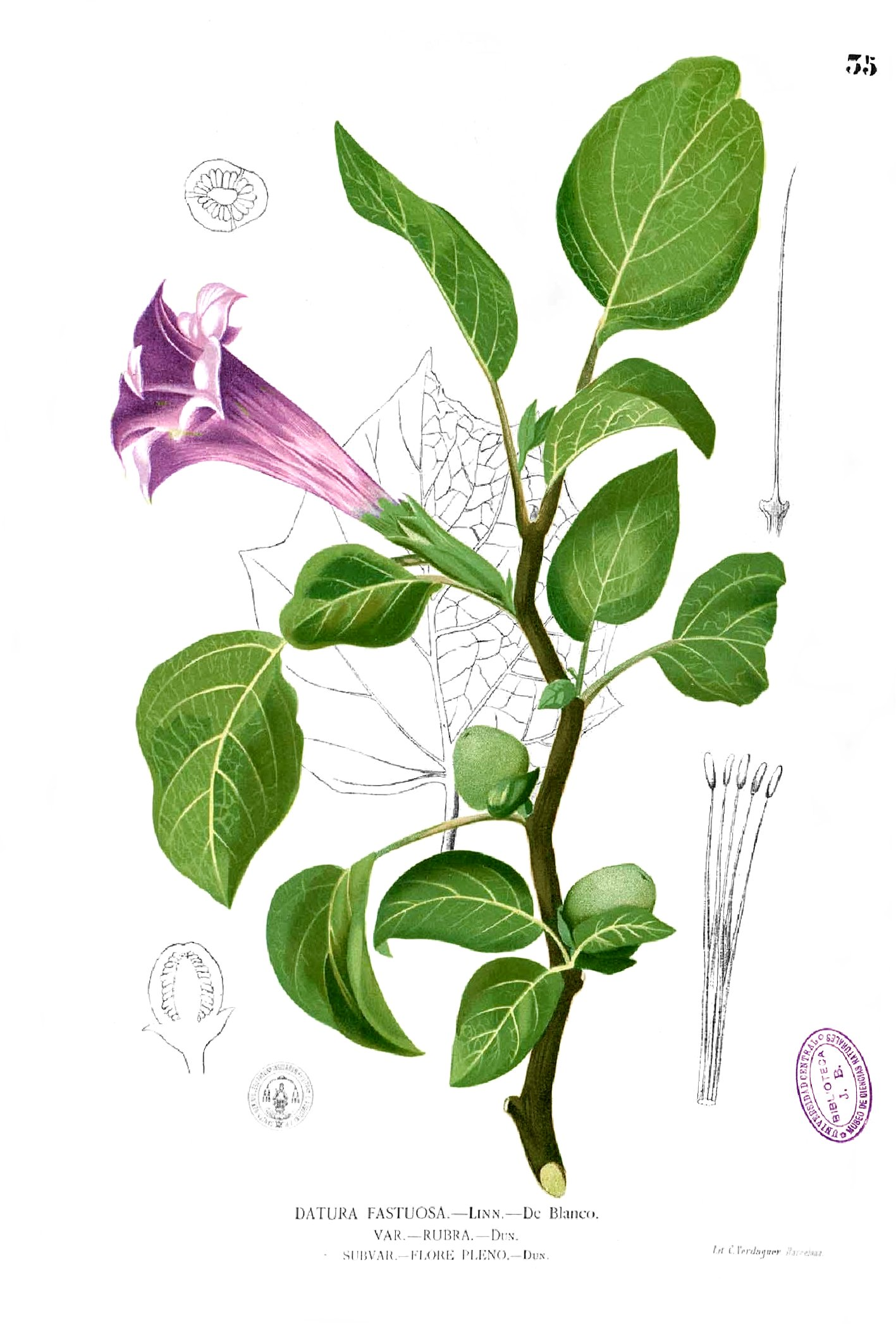
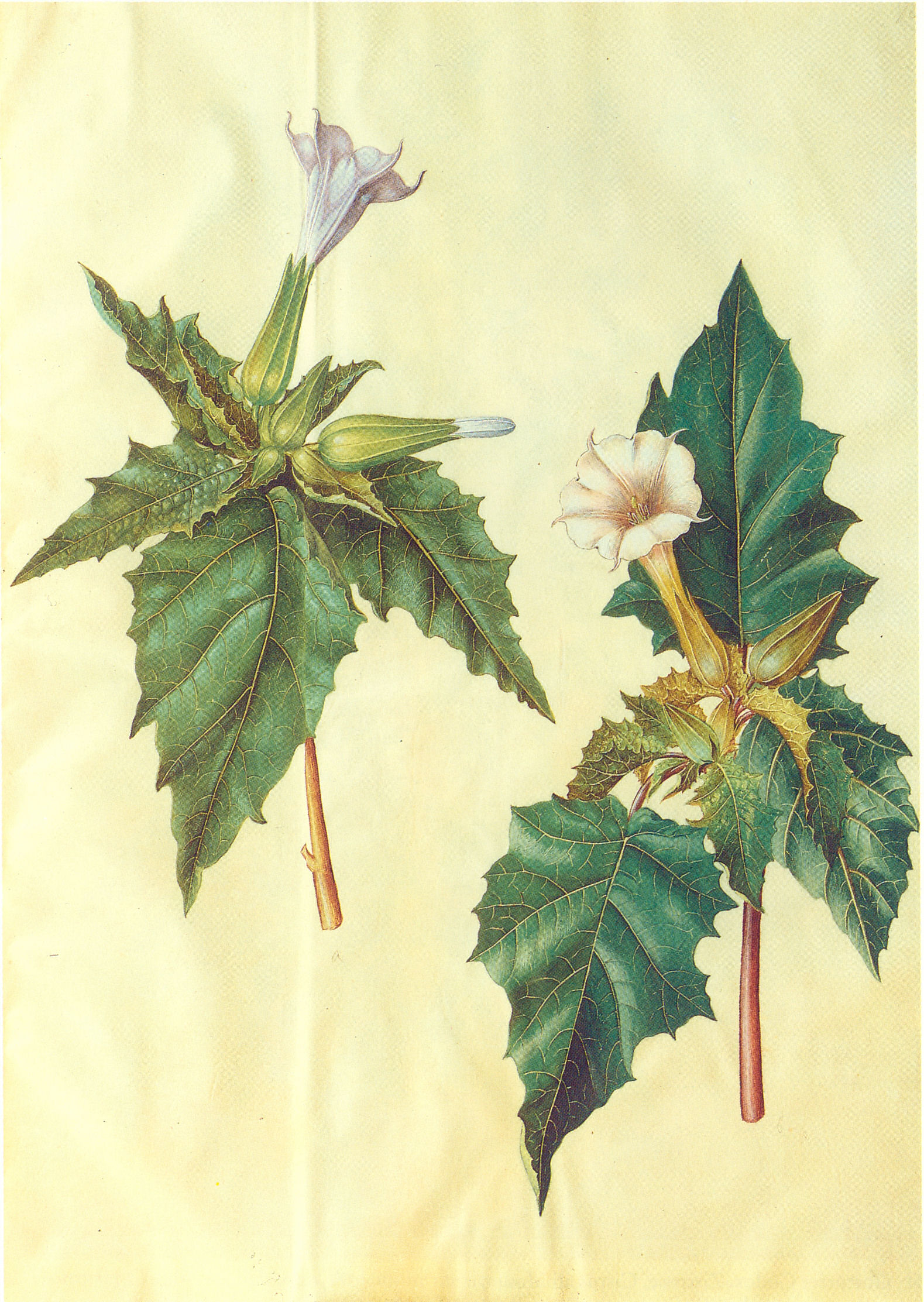
Datura Metel L. 或 Matura fastuosa L.
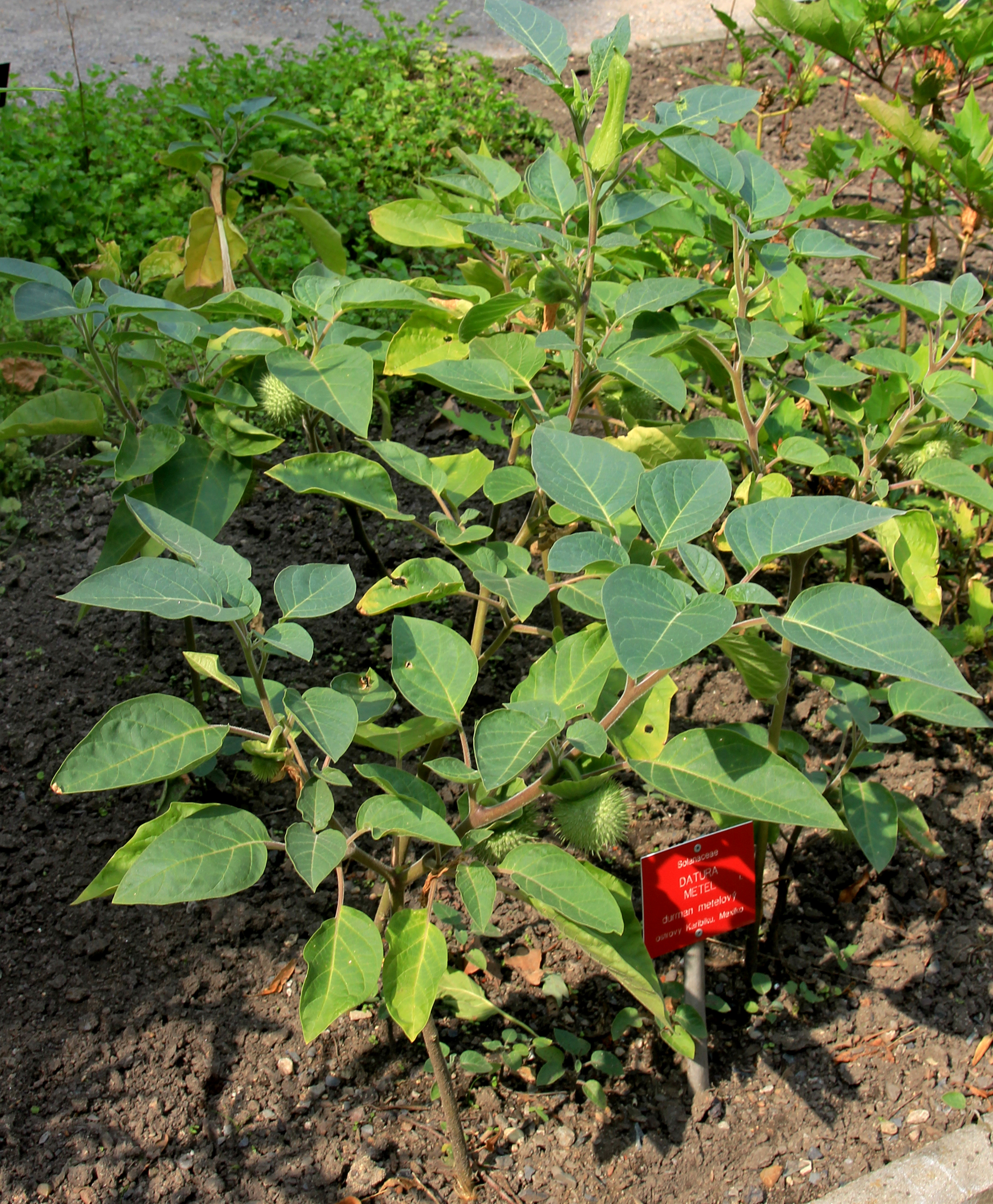
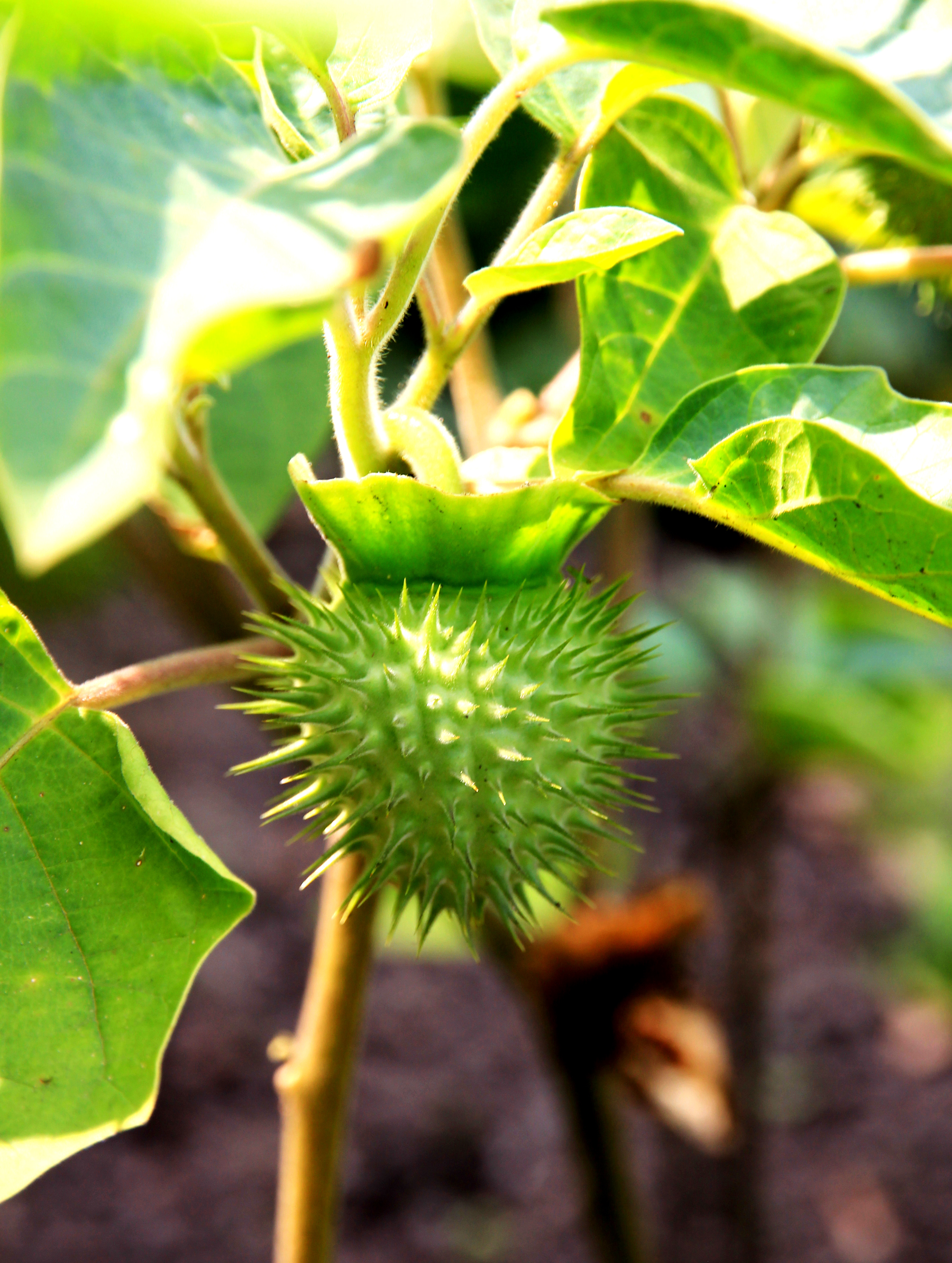

## 外部連結
- 洋金花 Yangjinhua （页面存档备份，存于） 藥用植物圖像數據庫 (香港浸會大學中醫藥學院) （中文）（英文）
- 洋金花 中藥材圖像數據庫  (香港浸會大學中醫藥學院) （中文）（英文）
- 洋金花 Yang Jin Hua （页面存档备份，存于） 中藥標本數據庫 (香港浸會大學中醫藥學院) （繁體中文）（英文）
- L-天仙子胺 L-hyoscyamine （页面存档备份，存于） 中草藥化學圖像數據庫 (香港浸會大學中醫藥學院) （中文）（英文）